# Campeonato Mundial Femenino de Ajedrez 1959
El 14º Campeonato mundial femenino de ajedrez se desarrolló entre diciembre de 1959 y enero de 1960 en Moscú. Esta edición enfrentó a la campeona Yelizaveta Býkova, contra la ganadora del Torneo de candidatas, Kira Zvorykina. En esta ocasión, Býkova defendió exitosamente su título.

## Torneo de Candidatas
El Torneo de candidatas tuvo lugar en Plovdiv en mayo de 1959.
|    | Jugadora                   | 1 | 2 | 3 | 4 | 5 | 6 | 7 | 8 | 9 | 10 | 11 | 12 | 13 | 14 | 15 | Pts. |
| -- | -------------------------- | - | - | - | - | - | - | - | - | - | -- | -- | -- | -- | -- | -- | ---- |
| 1  | Kira Zvorykina             | - | ½ | ½ | ½ | ½ | 1 | ½ | 1 | 1 | 1  | 1  | 1  | 1  | 1  | 1  | 11½  |
| 2  | Verica Nedeljković         | ½ | - | ½ | 1 | 1 | 1 | 1 | ½ | 1 | 0  | 1  | 1  | 1  | ½  | ½  | 10½  |
| 3  | Larissa Volpert            | ½ | ½ | - | ½ | ½ | 0 | 1 | ½ | 1 | 1  | 1  | 0  | 1  | 1  | 1  | 9½   |
| 4  | Salme Rootare              | ½ | 0 | ½ | - | ½ | 0 | 1 | ½ | 1 | 1  | ½  | ½  | 1  | 1  | 1  | 9    |
| 5  | Edith Keller-Herrmann      | ½ | 0 | ½ | ½ | - | 0 | ½ | 1 | 1 | ½  | 1  | ½  | 1  | 1  | 1  | 9    |
| 6  | Milunka Lazarević          | 0 | 0 | 1 | 1 | 1 | - | 0 | 1 | 0 | 1  | 0  | ½  | ½  | 1  | 1  | 8    |
| 7  | Eva Ladanyike-Karakas      | ½ | 0 | 0 | 0 | ½ | 1 | - | 0 | ½ | 1  | ½  | ½  | 1  | 1  | 1  | 7½   |
| 8  | Valentina Borisenko        | 0 | ½ | ½ | ½ | 0 | 0 | 1 | - | 0 | ½  | ½  | 1  | 1  | 1  | ½  | 7    |
| 9  | Olga Rubtsova              | 0 | 0 | 0 | 0 | 0 | 1 | ½ | 1 | - | 0  | ½  | 1  | ½  | 1  | 1  | 6½   |
| 10 | Kveta Eretova              | 0 | 1 | 0 | 0 | ½ | 0 | 0 | ½ | 1 | -  | ½  | ½  | 1  | ½  | ½  | 6    |
| 11 | Gisela Kahn Gresser        | 0 | 0 | 0 | ½ | 0 | 1 | ½ | ½ | ½ | ½  | -  | ½  | ½  | 0  | 1  | 5½   |
| 12 | Elfriede Rinder            | 0 | 0 | 1 | ½ | ½ | ½ | ½ | 0 | 0 | ½  | ½  | -  | 0  | ½  | 0  | 4½   |
| 13 | Maria Pogorevici           | 0 | 0 | 0 | 0 | 0 | ½ | 0 | 0 | ½ | 0  | ½  | 1  | -  | 1  | 1  | 4½   |
| 14 | Paunka Todorova            | 0 | ½ | 0 | 0 | 0 | 0 | 0 | 0 | 0 | ½  | 1  | ½  | 0  | -  | 1  | 3½   |
| 15 | Soledad González de Huguet | 0 | ½ | 0 | 0 | 0 | 0 | 0 | ½ | 0 | ½  | 0  | 1  | 0  | 0  | -  | 2½   |

## Býkova vs. Zvorykina
El duelo se pactó para fines de 1959. Este era un encuentro a 16 partidas, donde la primera jugadora en obtener 8½ puntos se declaraba campeona. 
|                   | 1 | 2 | 3 | 4 | 5 | 6 | 7 | 8 | 9 | 10 | 11 | 12 | 13 | 14 | 15 | 16 | Total |
| ----------------- | - | - | - | - | - | - | - | - | - | -- | -- | -- | -- | -- | -- | -- | ----- |
| Yelizaveta Býkova | 0 | 1 | ½ | 1 | 0 | ½ | 1 | ½ | ½ | 1  | 1  | 1  | ½  |    |    |    | 8½    |
| Kira Zvorykina    | 1 | 0 | ½ | 0 | 1 | ½ | 0 | ½ | ½ | 0  | 0  | 0  | ½  |    |    |    | 4½    |